# بانوی سلسله
بانوی سلسله (انگلیسی: Lady of the Dynasty) یک فیلم حماسی عاشقانه جنگی به کارگردانی چنگ شی چینگ (نویسنده اسم رمز کوگار) و با حضور  فن بینگ‌بینگ,  لئون لای و  وو چون است. این فیلم همچنین دارای یک گروه کارگردان از جمله ژانگ ییمو و تیان ژوانگ‌ژوانگ بود.  این فیلم در 30 ژوئیه 2015 اکران شد.

## خلاصه داستان
این داستان یانگ گویفی، یکی از چهار زیبایی چین است.